# Teredo megotara
Teredo megotara är en musselart som först beskrevs av Sylvanus Charles Thorp Hanley 1848.  Teredo megotara ingår i släktet Teredo och familjen skeppsmaskar. Inga underarter finns listade i Catalogue of Life.